# Cratere Tammuz
Tammuz è un cratere sulla superficie di Ganimede.